# Pulvermühle (Lehrberg)
Pulvermühle (fränkisch: Bulfermil) ist ein Gemeindeteil des Marktes Lehrberg im Landkreis Ansbach (Mittelfranken, Bayern). Pulvermühle liegt in der Gemarkung Lehrberg.

## Geografie
Die Einöde liegt am Pulverbach. Sie ist mittlerweile als Haus Nr. 43 der Buhlsbacher Straße (= Kreisstraße AN 10) des Gemeindeteils Lehrberg aufgegangen. 0,75 Kilometer südöstlich im Brandholz erhebt sich der Buhlsberg (480 m ü. NHN). Bei der Pulvermühle gibt es eine Hainbuche und eine Quelle im Höllgraben, die beide als Naturdenkmäler ausgezeichnet sind.

## Geschichte
Der Ort wurde 1468 als „Schreckenmülner“ erstmals urkundlich erwähnt, erst seit 1809 als „Pulvermühle“. Ursprünglich benannt wurde die Mühle nach ihrem ersten Besitzer mit dem Familiennamen Schreck, später nach der Aufgabe der Mühle, nämlich die Herstellung von Schießpulver. Zu diesem Zweck wurden aus dem ganzen ansbachischen Umland die Rohstoffe (v. a. Erlenholz) herbeigeführt.
Gegen Ende des 18. Jahrhunderts gehörte Pulvermühle zur Realgemeinde Lehrberg. Die Mühle hatte das brandenburg-ansbachische Hofkastenamt Ansbach als Grundherrn. Unter der preußischen Verwaltung (1792–1806) des Fürstentums Ansbach erhielt die Pulvermühle die Hausnummer 41 des Ortes Lehrberg. Von 1797 bis 1808 unterstand der Ort dem Justiz- und Kammeramt Ansbach.
Im Rahmen des Gemeindeedikts wurde Pulvermühle dem 1808 gebildeten Steuerdistrikt Lehrberg und der 1811 gegründeten Ruralgemeinde Lehrberg zugeordnet.

## Einwohnerentwicklung
| Jahr      | 001818 | 001840 | 001861 | 001871 | 001885 | 001900 | 001925 | 001950 | 001961 | 001970 | 001987 |
| Einwohner | 6      | 10     | *      | 12     | 12     | 7      | 6      | 6      | 3      | 4      | *      |
| Häuser    | 1      | 1      |        |        | 1      | 1      | 1      | 1      | 1      |        | *      |
| Quelle    | [ 12 ] | [ 13 ] | [ 14 ] | [ 15 ] | [ 16 ] | [ 17 ] | [ 18 ] | [ 19 ] | [ 20 ] | [ 21 ] | [ 22 ] |

## Religion
Der Ort ist seit der Reformation evangelisch-lutherisch geprägt und bis heute nach St. Margaretha (Lehrberg) gepfarrt. Die Einwohner römisch-katholischer Konfession waren zunächst nach St. Ludwig (Ansbach) gepfarrt, seit 1970 ist die Pfarrei Christ König (Ansbach) zuständig.